# Malynsk
Malynsk (ucraniano: Мали́нськ; polaco: Małyńsk) es un municipio rural y pueblo de Ucrania, perteneciente al raión de Rivne de la óblast de Rivne.
En 2020, el municipio tenía una población de 5620 habitantes, de los cuales unos dos mil quinientos vivían en el propio pueblo y el resto repartidos en cinco pedanías. El municipio se fundó en 2020 mediante la fusión del hasta entonces consejo rural de Malynsk (que incluía como pedanías a Karachún y Málushka) con los vecinos consejos rurales de Bronne, Poliany y Yarýnivka.
El pueblo fue fundado en 1907 como un poblado ferroviario de la línea de ferrocarril de Rivne a Lúninets, que pasaba por aquí desde 1885. Recibe su topónimo de Malynski, apellido del propietario de la finca rústica sobre la que se construyó. En la Segunda Guerra Mundial, más de la mitad del poblado original fue destruido. Hasta 2020 pertenecía al raión de Berezne.
Se ubica junto a la carretera P05, a medio camino entre Kostópil y Sarny. Al oeste de la P05, sale de Malynsk la carretera T1826, que lleva a Stepan.